# Apterostigma robustum
Apterostigma robustum é uma espécie de inseto do gênero Apterostigma, pertencente à família Formicidae.